# Samlekortspil
Samlekortspil er en oversættelse af trading card game. Kortspil der består af samlekort. Det første samlekortspil hed Magic: The Gathering.[kilde mangler]
Samlekortspil købes i pakker af tilfældige kort, hvor hvert kort kan noget forskelligt.
Nogle kort er mere sjælden end andre, hvilket betyder at der ikke er trykt lige mange af hvert – modsat et sæt spillekort.
Det betyder, et sjældent kort som er eftertragtet kan blive handlet for store beløb.
| Spil | Spire Denne artikel om spil eller lege er en spire som bør udbygges. Du er velkommen til at hjælpe Wikipedia ved at udvide den. |